# Switch (film 2007)
Switch – norweski film sensacyjny z 2007 roku w reżyserii Ole Martin Hafsmo.

## Fabuła
Piętnastoletni Mikkel (Sebastian Stigar) przeprowadza się z matką z Oslo do Voss. W nowej szkole, w miejscowości będącej ośrodkiem sportów zimowych, wszyscy potrafią jeździć na snowboardzie. By zdobyć uznanie nowych kolegów oraz miłość nowo poznanej Niny (Ida Elise Broch) musi pokonać w zimowej dyscyplinie jej chłopaka Gaute (Espen Klouman-Høiner), który jest szkolnym tyranem i najlepszym snowboardzistą. W treningach pomaga mu zwariowany Tommen (Peter Stormare). W czasie konkursów skoków na snowboardzie w Mikkela specjalnie wpada Gaute, by ten nie mógł wystartować i zwyciężyć. Przekonany przez Tommena Mikkel, mimo kontuzji startuje i zajmuje pierwsze miejsce. Zyskuje uznanie wśród nowych kolegów i miłość Niny.